# W. David Kingery
William David Kingery (* 7. Juli 1926 in White Plains, New York; † 30. Juni 2000 in Wickford, North Kingstown, Rhode Island) war ein US-amerikanischer Materialwissenschaftler, der sich mit Keramik-Werkstoffen befasste.
Kingery studierte Chemie am Massachusetts Institute of Technology (MIT) mit dem Bachelor-Abschluss 1948 und der Promotion 1950 bei Fredrick Harwood Norton. Danach war er am MIT, an dem er 1962 eine volle Professur für Keramik erhielt. Ab 1988 war er Professor für Materialwissenschaft und Anthropologie und ab 1992 Regents’ Professor an der University of Arizona.
Neben materialwissenschaftlichen Aspekten befasste er sich auch mit Keramik als Kunsthandwerk.
Er war Mitglied der National Academy of Engineering und der American Academy of Arts and Sciences. 1999 erhielt er den Kyoto-Preis. 1983 wurde er Distinguished Life Member der American Ceramics Society und 1991 erhielt er den Centennial Award der Japanese Ceramics Society.

## Schriften
- Introduction to Ceramics, Wiley 1960
- mit P. B. Vandiver: Ceramic Masterpieces - Art, Structure, Technology, The Free Press, Macmillan Company, New York 1996
- Plausible Concepts Necessary and Sufficient for the Interpretation of Ceramic Grain-Boundary Phenomena, Teil 1,2, J. Chem. Society 1974
- Densification During Sintering in the Presence of a Liquid Phase, Teil 1,2, J. Applied Physics 1959